# Pau Riba

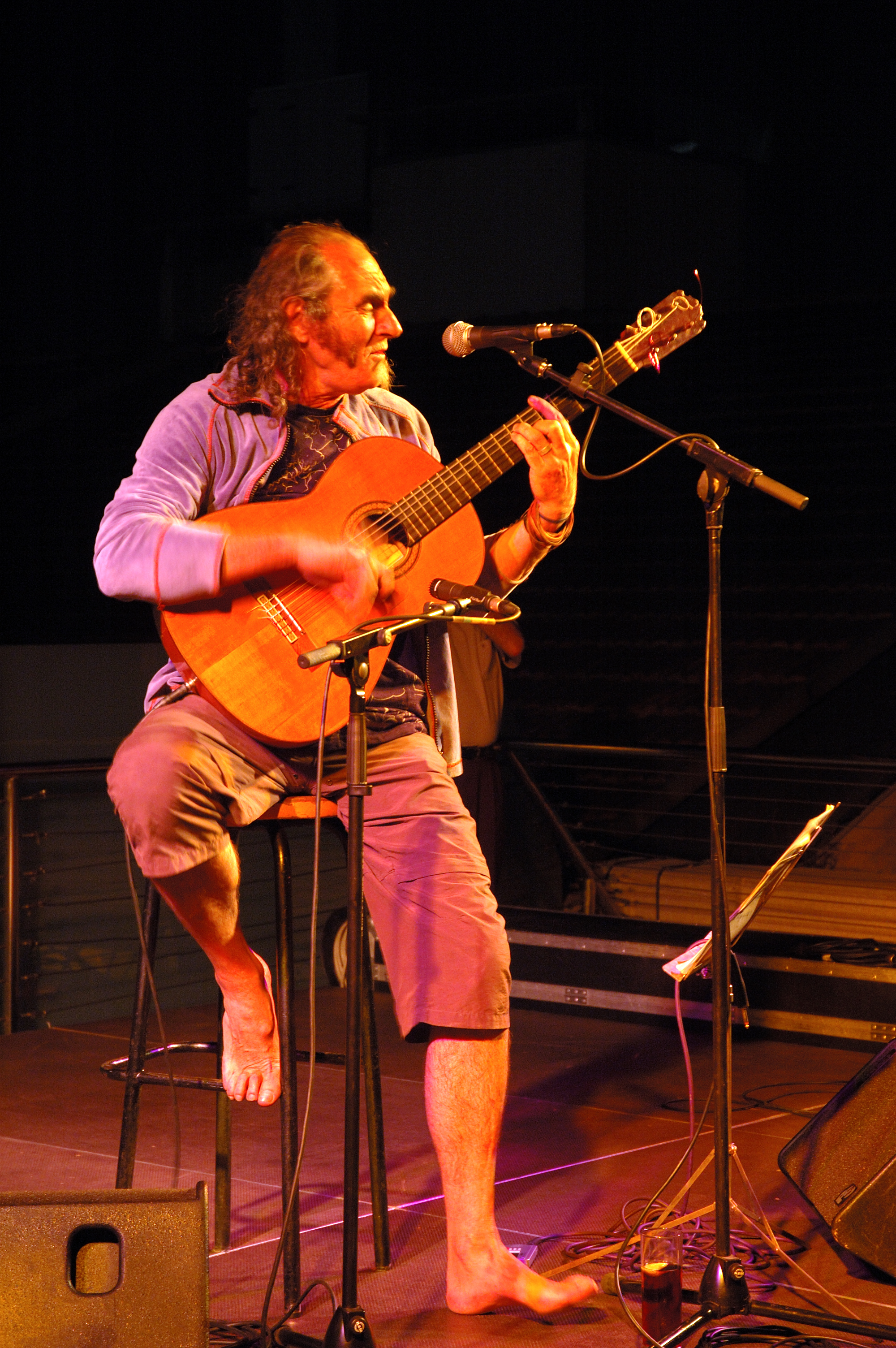
Pau Riba.

Pau Riba (Palma de Mallorca, 7 augustus 1948 – Tiana (Spanje), 6 maart 2022) was een Spaans auteur en veelzijdig kunstenaar. Hij begon in de jaren '60 te werken in de context van de tegencultuur.
Hij overleed aan kanker op 73-jarige leeftijd.

## Discografie
- 1967: Taxista (ep, Concèntric)
- 1967: El Nadal geen 20 anys, Maria del Mar Bonet, Maria Amèlia Pedrerol, Lluís Llach en Pau i Jordi (ep, Concèntric)
- 1968 En Pere Gallerí (Pau i Jordi) (ep, Concèntric)
- 1968: Noia de porcellana (ep, Concèntric)
- 1968: Folk-2 (Pau i Jordi en andere leden van de Grup de Folk) (lp, als 4 Vents)
- 1972: El rei de Xauxa (single, Concèntric)
- 1972 L'home estàtic (single, Concèntric)
- 1969 Miniaturen (met Jaume Sisa, Cachas en Albert Batiste) (ep, Concèntric)
- 1970: Dioptrie I (lp, Concèntric)
- 1970 Ars eròtica (promo-single)
- 1970: Mareta Bufona (promo-single)
- 1971: Dioptrie II (lp, Concèntric)
- 1971: Jo, la donya i el gripau (lp, Edigsa)
- 1975: Electròccid àccid alquimístic xoc (lp, Movieplay-Série Gong)
- 1977: Licors (lp, Movieplay-Série Gong)
- 1979: Rollo roc (single, Edigsa)
- 1981: Amarga Crisi (lp, Edigsa)
- 1986: Transnarcís (dubbel-lp -3 kanten-, met boek, boekjes en parfums. Edicions de l'Eixample)
- 1987: Nadal (single, Ed. de l'Eixample)
- 1993: Disc Dur (lp, On the Rocks 2001/CD)
- 1994: De riba a riba La Col·lecció del Taller 7 (cd, Taller de Músics)
- 1997: Cosmossoma (cd, Nuevos Medios 15 731 CD-Matriu/Matras)
- 1998: Astarot Universdherba met het experimentele concert van het Canet Roc 77 festival met Perucho's (cd in een blikje, uitgegeven door G3G Records en Matriu/Matràs)
- 1999: Joguines d'època i capses de mistos alle vroege singles en ep's (Matriu/Matràs)
- 2001: Nadadales (in het cd-boek "Jisàs de Netzerit o capitol zero de la Guerra de les galaxies" -Jisàs of Netzerit of star wars hoofdstuk nul -. Columna + Matriu/Matras)
- 2003: “Electròccid àccid alquimistische xoc/Licors”. Heruitgave van 2 cd's in 1 met de hoezen erop. (cd, Time-Warner/Dro)
- 2003: “Licors”. Speciale geremasterde heruitgave van digipack. (cd, Time-Warner/Dro 5046703282-LC 4720)
- 2005: "Electròccid àccid alquimistische xoc". Speciale geremasterde heruitgave van digipack. (cd, Time-Warner/Dro 5046771812-LC 00002)
- 2011: “40 Gripaus” (deluxe heruitgave van “Jo, la donya I el gripau” met een nieuwe hoes van Miquel Barceló . Matriu/matras)
- 2013: “mosques de colors” met Pascal Comelade (Discmedi Blau DM5088-02)

## Boeken
- 1968: Cançons i poemes (Proloog door Raimon . Col·lecció “Les Hores Extres”, 268 blz. Barcelona).
- 1976: Graficolorància (Proloog door Oriol Tramvia. Pastanaga-editors. Col·lecció “Els Tebeollibres”, 164 blz. Barcelona).
- 1981: Euro Rock (Schlemmer, Vielfraß, Abstinenzter en Rock'n'Roll-Kekse". Ed. Rowoht. Hamburg).
- 1985: Trànsit-Prosopopeia de la infància- Gedichten. Met illustraties en gravures van Mercè Riba. (Taller d'Aixa. Llampa's).
- 1987: Ena Novel : een groep oude mensen besluit terug te keren naar de kindertijd. (Quaderns Crema. 30 pag. Barcelona).
- 1988: La gran corrida Journalistiek essay. Van mei 68 tot de verkiezingen van 88. Een analyse van twee decennia. Interviews met de belangrijkste kandidaten voor het presidentschap van de Generalitat de Catalunya . (Quaderns Crema. 112 pag. Barcelona).
- 1997: Lletrarada (alle nummers). Proloog door Julià Guillamon. Epiloog door Enric Casasses . (Edicions Proa- “Els llibres de l'Óssa Menor”, Barcelona).
- 1998: Acteurs gramàtics (Met Jaume Sisa. Poëzie. (Edicions matriu/matras. Barcelona).
- 1999: Al·lolàlia (Compilatie van tijdschriftartikelen met proloog door Marius Serra . (Uitgaven Proa. Col·lecció “Perfils”. Barcelona).
- 2001: Jisàs de Netzerit o capítol zero de la guerra de les galàxies (cd-boek) geïllustreerd door Max, Pau, Pere Joan, Alex Fito, Gabi i Linhart. Inclusief de cd “Nadadales”. (Redactioneel Columna. Barcelona).
- 2006: Nosaltres els terroristen”. Essay. Volgens Enric Casasses, een politiek discours vergelijkbaar met dat van Noam Chomsky, maar korter, duidelijker, beter beargumenteerd en meer revolutionair". (Edicions matriu/matras. Tiana).
- 2006: Màximes maximalistes Gedichten. Afbeeldingen door Francesc Vidal. (Arola-editors. Tarragona).
- 2013: “Sa meu mare”. Een portret van zijn moeder. (Ara Llibres. Barcelona).